# Internationale Atomenergie-Organisation
Die International Atomic Energy Agency (IAEA) ‚Internationale Atomenergie-Organisation (IAEO)‘ ist eine autonome wissenschaftlich-technisch-politische Organisation, die innerhalb des Systems der Vereinten Nationen einen besonderen Status innehat.

## Mission
Die IAEO soll laut Satzung „den Beitrag der Kernenergie zu Frieden, Gesundheit und Wohlstand weltweit beschleunigen und vergrößern“; sie soll also die Anwendung der friedlichen Nutzung der Kernenergie und die internationale Zusammenarbeit hierbei fördern sowie die militärische Nutzung der Kerntechnik (d. h. die Proliferation von Kernwaffen) durch Überwachungsmaßnahmen („Safeguards“) im Rahmen des Nichtverbreitungsvertrags (NVV) von 1968 verhindern. Für ihren Einsatz für diese Ziele wurde sie 2005 „für ihre Bemühungen, die Nutzung der Kernenergie für militärische Zwecke zu verhindern und dafür zu sorgen, dass die Kernenergie für friedliche Zwecke auf möglichst sichere Weise genutzt wird“ jeweils zur Hälfte mit ihrem damaligen Generaldirektor Mohammed el-Baradei mit dem Friedensnobelpreis ausgezeichnet.

## Organisation
Die IAEO, umgangssprachlich auch bekannt als Internationale Atomenergiebehörde, ist keine Sonderorganisation der Vereinten Nationen, sondern mit diesen vielmehr durch ein separates Abkommen verbunden. Sie berichtet regelmäßig der Generalversammlung der Vereinten Nationen und darüber hinaus dem Sicherheitsrat der Vereinten Nationen, wenn sie eine Gefährdung der internationalen Sicherheit feststellt. 

Mitgliedstaaten der IAEO (Stand: Dezember 2024):
Mitgliedstaaten
Mitgliedschaft gekündigt: Nordkorea
Nichtmitglieder

Die IAEO setzt sich aus der Generalkonferenz, dem Gouverneursrat (Board of Governors) und dem Sekretariat zusammen. Generaldirektor war bis zu seinem plötzlichen Tod im Juli 2019 der Japaner Yukiya Amano, dessen Amtsgeschäfte seit dem 25. Juli 2019 kommissarisch durch den Rumänen Cornel Feruta übernommen wurden. Am 3. Dezember 2019 übernahm der Argentinier Rafael Grossi das Amt des Generaldirektors.
Die sechs Hauptabteilungen, jeweils unter einem Vizedirektor, sind den Ressorts Technische Zusammenarbeit, Kernenergie, Nukleare Sicherheit, Verwaltung, Nuklearwissenschaften und Anwendungen sowie Kernmaterialüberwachung zugeordnet.
Das kerntechnische Untersuchungslabor der IAEO befindet sich im etwa 30 km von Wien entfernten Forschungszentrum Seibersdorf auf dem Gelände des Austrian Institute of Technology. Außerdem betreibt und fördert die IAEO die Kernforschungszentren in Monaco und Triest (Italien).
Berichte zu den Aktivitäten der IAEO werden regelmäßig und zusätzlich bei Bedarf dem Sicherheitsrat und der Generalversammlung der Vereinten Nationen vorgelegt.

### Generaldirektoren
- 1957 bis 1961 William Sterling Cole, USA
- 1961 bis 1981 Sigvard Eklund, Schweden
- 1981 bis 1997 Hans Blix, Schweden
- 1997 bis November 2009 Mohammed el-Baradei, Ägypten
- 1. Dezember 2009 bis 22. Juli 2019 Yukiya Amano, Japan
- 25. Juli 2019 bis Dezember 2019 Cornel Feruta, Rumänien (kommissarisch)
- seit dem 3. Dezember 2019 Rafael Grossi, Argentinien

### Finanzen
Die Programme und Gelder werden von dem 35-köpfigen Gouverneursrat und der Generalversammlung aller Mitgliedsstaaten festgelegt. Der Etat beinhaltet ein reguläres Budget sowie zusätzlich freiwillige Beiträge. Das reguläre Budget für 2009 belief sich auf rund 293,7 Millionen US-Dollar. An zusätzlichen Beiträgen werden rund 85 Millionen US-Dollar angestrebt. Die Ausgaben der IAEO werden jährlich extern geprüft (engl. external auditor), dieser wird von der Generalkonferenz gewählt.
Für 2016 lagen die Einnahmen der Organisation bei 632 Millionen US-Dollar und die Ausgaben bei 550 Millionen US-Dollar.

### Mitarbeiter
In dem Jahr 2025 verfügte die Organisation über etwa 2.500 Mitarbeiter (davon etwa 350 Inspektoren) aus über 100 Ländern.

### Mitglieder
Mit Stand November 2024 zählt die IAEO 180 Mitglieder.

## Gründung und Sitz

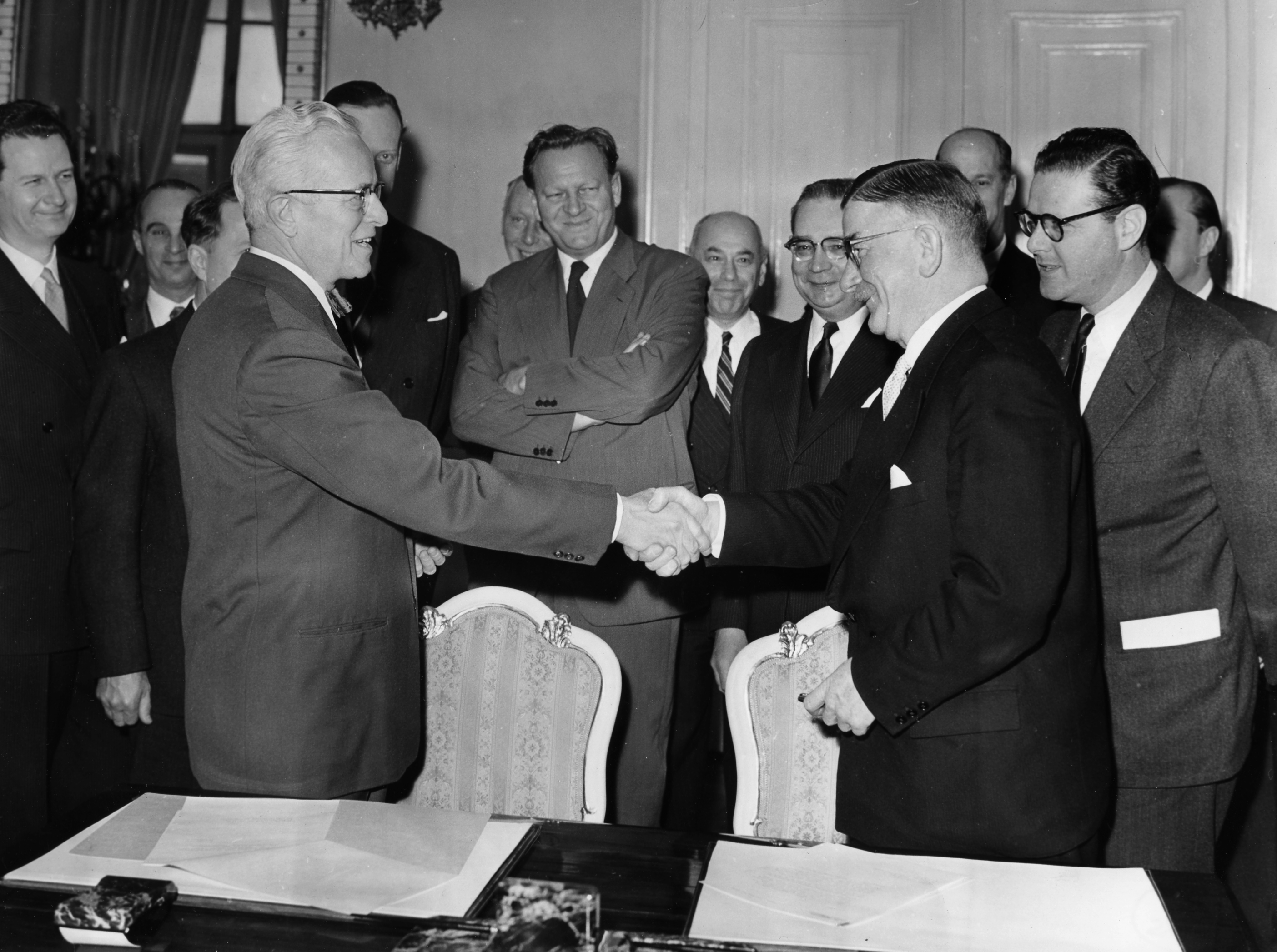
Das Abkommen über den Sitz in Wien tritt in Kraft. Handschlag zwischen William Sterling Cole und Leopold Figl (26. Februar 1958)

Nach dem Zweiten Weltkrieg wurde klar, dass Kernenergie (und noch wichtiger, die Verbreitung von Kernwaffen) reguliert werden müsse. Die ersten politischen Gespräche und Verhandlungen dazu fanden im Rahmen der United Nations Atomic Energy Commission (UNAEC) statt, die von 1946 bis 1952 aktiv war. Die neue Atommacht USA schlug damals einen Plan zur Regulierung der Kernenergie vor, der auch als Baruch-Plan bekannt ist (siehe Dean Acheson und David Lilienthal). Die Verhandlungen scheiterten jedoch, da mit der zweiten Atommacht, der Sowjetunion, keine Übereinstimmung erzielt werden konnte. Zu diesem Zeitpunkt begann auch der Kalte Krieg.
Die Gründung der IAEO wurde auch dadurch ermöglicht, dass die USA den Atomic Energy Act of 1946 durch den Atomic Energy Act of 1954 anpassten. Dadurch wurde die Nutzung von Kernenergie für friedliche und kommerzielle Zwecke ermöglicht, da zuvor alle kerntechnischen Anlagen und Erfindungen Eigentum der US-Regierung waren. Bei der ersten Genfer Atomkonferenz von 1955 im Rahmen des Programms Atoms for Peace wurde deutlich, dass alle Nationen ihr Wissen für die friedliche Nutzung teilen und dafür eine Organisation (die IAEO) gegründet werden müsse.
Die Anregung zur Gründung gab US-Präsident Dwight D. Eisenhower in einer Rede 1953:

“I therefore make the following proposals. The governments principally involved, to the extent permitted by elementary prudence, should begin now and continue to make joint contributions from their stockpiles of normal uranium and fissionable materials to an international atomic energy agency. We would expect that such an agency would be set up under the aegis of the United Nations.”

Schließlich wurde die IAEO am 29. Juli 1957 unter dem Dach der Vereinten Nationen in New York gegründet.
Die IAEO hat ihren Verwaltungssitz seit 1957 in Wien, seit August 1979 im Vienna International Centre, einem Teil der lokal so genannten UNO-City. Regionale Büros der IAEO sind in Genf (Schweiz), New York (Vereinigte Staaten), Toronto (Kanada) und Tokio (Japan) angesiedelt.

## Chronologie
- Vorgeschichte: 1948 verabschiedet die UN-Generalversammlung einen (unverbindlichen) Beschluss, der vorsieht, eine internationale Körperschaft zu gründen, welche – aus Gründen der einzig friedlichen Verwendung – alle Atomreaktoren und Uranminen weltweit besäße und betriebe. Im Gegenzug dazu solle der Atombomben-Bau eingestellt werden und die bestehenden Bestände davon vernichtet werden.[8] In seiner Rede Atoms for Peace von 1953 regt dann US-Präsident Eisenhower die Gründung einer etwas weniger weitgehenden Form dieser „International Atomic Energy Agency“ an, welche sich ebenfalls für die ausschließlich friedliche Verwendung der Atomenergie einsetzen solle.
- Gründung der Organisation am 29. Juli 1957. Erster Generaldirektor wird der US-Politiker William Sterling Cole.
- 1961 wird der Schwede Sigvard Eklund zum Generaldirektor gewählt. Er äußert 1962 die Vermutung, bis 1980 würde die Hälfte des jährlichen Zuwachses der Stromerzeugung durch Kernkraftwerke produziert.
- Am 30. März 1962 unterstellen die USA vier Kernkraftwerke unter die Kontrolle der IAEO.
- Auf der Generalkonferenz vom 18. bis 26. September 1962 wird Saudi-Arabien in die IAEO aufgenommen und das Budget für 1963 mit 7,4 Millionen US-Dollar bekanntgegeben.
- 1962 wird im Rahmen eines australisch-japanischen Abkommens über die friedliche Nutzung der Kernenergie das Sicherheitssystem der IAEO unterstellt.
- Ab März 1970 übernimmt die IAEO auch die Überwachung des Atomwaffensperrvertrages.
- 1981: Hans Blix, 1978/79 Außenminister Schwedens, wird neuer Generaldirektor. Er bleibt bis 1997 im Amt.
- Seit der Nuklearkatastrophe von Tschernobyl beschäftigt sich die IAEO stärker als zuvor mit der Sicherheit von Kernkraftwerken.
- 2003 erregt die IAEO durch ihre Mission im Irak vor Beginn des Irakkrieges (20. März bis 1. Mai 2003) Aufsehen.
- Im Dezember 2004 wird bekannt, dass Mohammed el-Baradei, von 1997 bis November 2009 Generaldirektor der IAEO, von den USA systematisch abgehört wurde. El-Baradei zeigt sich empört. Er wusste zwar bislang, dass die Regierung der USA gegen ihn arbeitete, jedoch nicht, dass sie einen Eklat riskieren und ihn abhören würde. El-Baradei äußerte die Vermutung, die US-Regierung wolle per Lauschangriff an belastendes Material gelangen, um ihn zu erpressen oder aus dem Amt zu drängen.[9]
- 2005 erhalten el-Baradei und die IAEO den Friedensnobelpreis.
- Die IAEO hat die Nuklearkatastrophe von Fukushima ab März 2011 zeitnah dokumentiert und im Internet veröffentlicht. Die IAEO hat das RANET (Response and Assistance Network) aufgebaut; jeder Vertragsstaat kann im Falle eines nuklearen oder radiologischen Ereignisses oder Notfalls die IAEO und andere Mitgliedsstaaten um Hilfe bitten.
Sie ist auch in Nordkorea und im Iran tätig. Siehe auch: Nordkoreanisches Kernwaffenprogramm und Iranisches Atomprogramm
- Nach Befürchtungen, dass die Kämpfe um das Kernkraftwerk Saporischschja während des Russisch-Ukrainischen Krieges die Sicherheit des Kraftwerks bedrohen könnten, entsandte die IAEO nach Absprache mit den Kriegsparteien politisch neutrale Inspektoren für die Begutachtung des Kraftwerkes.[10] Die Organisation kritisierte daraufhin zahlreiche Verstöße, die die Reaktorsicherheit gefährdet hätten. Zwei Mitarbeiter der IAEO wurden dauerhaft zur Beobachtung des Kraftwerkes entsandt.[11]
- Da sich durch die Kursk-Offensive die Frontlinie näher an das Kernkraftwerk Kursk verlagerte, inspizierte die IAEA Ende August 2024 die dortigen Anlagen. Das Inspektionsteam warnte daraufhin, dass der Reaktortyp RBMK bei einem Beschuss besonders anfällig sei und mahnte, Kampfhandlungen dort zu verhindern.[12]

## Arbeitsgebiete

### Förderung der friedlichen Nutzung der Kernenergie
Die vornehmliche Aufgabe der IAEO besteht in der Förderung und Unterstützung der friedlichen Nutzung der Kernenergie.

### Atomwaffensperrvertrag – Sicherheitsüberwachungen
Die IAEO ist seit 1970 für die Überwachung des Atomwaffensperrvertrags (NVV bzw. NPT) zuständig. Dieser soll die Verbreitung von Kernwaffen verhindern. Der NVV wurde von allen fünf Atommächten unterzeichnet. Alle weiteren Unterzeichner sind sogenannte Nichtkernwaffenstaaten, welche sich per NVV-Vertrag verpflichten, die Entwicklung und Produktion von Atomwaffen zu unterlassen. Die IAEO schließt dazu einen Vertrag, um sogenannte Safeguards auf die Nichtkernwaffenstaaten anzuwenden. Im Unterschied zum Baruch-Plan zur Kontrolle von Kernwaffen, der 1946 gescheitert ist, erlaubt der NVV-Vertrag die Herstellung von Kernmaterial (auch Kernreaktoren usw.) durch Nichtkernwaffenstaaten, jedoch nicht deren Abzweigung zu militärischen Zwecken. Der IAEO kommt damit die folgende Aufgabe zu, welche in dem Schlüsseldokument The Structure and Content of Agreements between the Agency and States Required in Connection with the Treaty on the Non-Proliferation of Nuclear Weapons dokumentiert ist:

„The Agreement should provide that the objective of safeguards is the timely detection of diversion of significant quantities of nuclear material from peaceful nuclear activities to the manufacture of nuclear weapons or of other nuclear explosive devices or for purposes unknown, and deterrence of such diversion by the risk of early detection.“

„Das Abkommen sollte vorsehen, dass das Ziel der Sicherheitsüberwachung darin besteht, die Abzweigung erheblicher Mengen von Kernmaterial von friedlichen nuklearen Tätigkeiten zur Herstellung von Kernwaffen oder anderen Kernsprengkörpern oder für unbekannte Zwecke rechtzeitig zu entdecken und durch das Risiko einer frühzeitigen Entdeckung von einer solchen Abzweigung abzuschrecken.“

Das bedeutet, dass die IAEO Spaltmaterial oder Atomanlagen nicht kontrolliert (sie ist nicht deren Besitzer), sondern „Kontrolle“ im Sinne von Inspektionen und Überprüfungen ausübt. Besteht der Verdacht, dass Kernmaterial auch für „unbekannte Zwecke“ entwendet wurde, wird ein Verdachtsmoment festgestellt und es werden weitere Schritte eingeleitet.
Neben der Entsendung von Inspektoren, die weltweit etwa 2500 Überprüfungen vor Ort anstellen, bedient sich die IAEO mittlerweile auch der Satellitenüberwachung und ähnlicher Mittel, um die Einhaltung des NVV zu kontrollieren. Genauer ist die IAEO heutzutage nicht auf den Zugang zu gemeldeten Informationen über Kernmaterial beschränkt, oder auf Orte, an denen solches Material  gemeldet wurde.

#### Nukleare Krisen
- 1991 rückte die IAEA nach dem zweiten Golfkrieg ins internationale Interesse, als sie im Irak erstmals außerhalb vertraglicher Verpflichtungen Untersuchungen anstellen durfte und ein geheimes Atomwaffenprogramm enthüllte.
- Seit Anfang der 1990er führt die IAEO punktuelle Inspektionen in Nordkorea (DPRK) in Bezug auf dessen Atomprogramm durch. In dem Jahr 1977 unterzeichnet DPRK das erste Safeguards-Agreement, suspendierte 1993 jedoch den NVV-Vertrag und kündigte 1994 seine Mitgliedschaft bei der IAEO.[16]
- Seit dem Bekanntwerden von zuvor unbekannten Atomanlagen im Jahr 2002 befindet sich das iranische Atomprogramm in einer Krise.

### Verbesserung der nuklearen Sicherheit
Um die Reaktorsicherheit zu fördern, unterstützt die IAEO unter anderem die Umsetzung des Übereinkommens über nukleare Sicherheit. Zu diesem Zweck unterstützt sie die Betreiber von kerntechnischen Anlagen auch bei der Einstufung von Stör- und Unfällen gemäß der Internationalen Bewertungsskala für nukleare Ereignisse (INES):
- Liste von Unfällen in kerntechnischen Anlagen (INES-Stufe 4 bis 7)
- Liste meldepflichtiger Ereignisse in deutschen kerntechnischen Anlagen (INES-Stufe 1 bis 3)
- Liste von Störfällen in europäischen kerntechnischen Anlagen (INES-Stufe 2 bis 3)

### IRS (International Reporting System for Operating Experience)
Die IAEO stellt eine internationale, nicht öffentliche Datenbank für Störungen in Anlagen der Atomwirtschaft wie Kernkraftwerken zur Verfügung, die IRS „International Reporting System for Operating Experience“ auch „IAEA/NEA Incident Reporting System“ genannt. Sie wird von der Nuclear Energy Agency (NEA) betrieben und gemanagt, die noch weitere Nuklear-Datenbanken betreibt. Die IRS ist die einzige internationale Datenbank in der Berichte über Störungen, Erfahrungen und gezogene Lehren „Lessons Learned“ gesammelt und ausgetauscht werden. Die Koordinatoren der IRS halten jährliche Meetings ab. Die Daten des IRS sind teilweise in den Reports der schwedischen Strahlenschutzbehörde Strålsäkerhetsmyndigheten (vor 2008 SKI) verfügbar.

### ARIS (Advanced Reactors Information System)
Die IAEO betreibt eine über das Internet zugängliche Datenbank mit aktuellen Informationen zu allen verfügbaren Kernkraftwerkskonzepten und wichtigen Entwicklungstrends. Das Advanced Reactors Information System (ARIS) bietet ausgewogene, umfassende und aktuelle Informationen über fortgeschrittene Kernkraftwerksentwürfe und -konzepte. ARIS umfasst Reaktoren aller Größen und Typen, von evolutionären Kernkraftwerksentwürfen für den kurzfristigen Einsatz bis hin zu innovativen Reaktorkonzepten, die sich noch in der Entwicklung befinden.
ARIS kann zusammen mit dem IAEO-Dokument Nuclear Reactor Technology Assessment for Near Term Deployment (NE Series NP-T-1.10) verwendet werden, um den Mitgliedstaaten eine fundierte Reaktorbewertung zu ermöglichen.

### Weitere Arbeitsgebiete

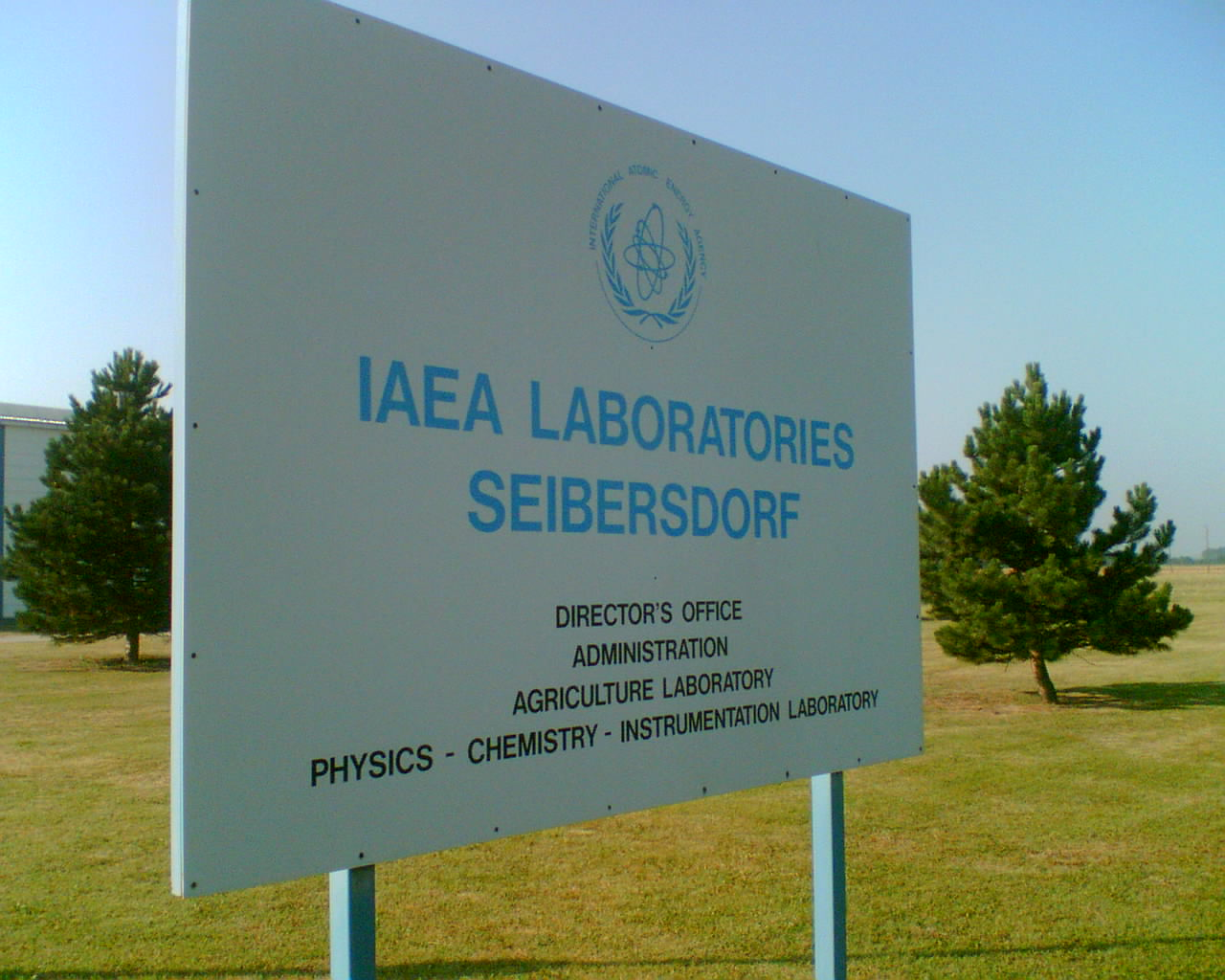
Hoheitsschild der IAEO im Forschungszentrum Seibersdorf

Außerdem engagiert sich die Organisation in der Anwendung und Entwicklung von friedlichen Möglichkeiten der Nukleartechnologie, z. B. in der Medizin, Landwirtschaft, Produktionsprozessen und natürlich der Stromerzeugung. Das IAEO-Forschungszentrum auf dem Gelände des Austrian Institute of Technology in Seibersdorf (Niederösterreich) beherbergt mehrere Abteilungen, die sich mit den verschiedenen Anwendungsmöglichkeiten der Kernenergie befassen; im landwirtschaftlich-biotechnologischen Bereich gibt es eigene Abteilungen für Pflanzenzüchtung (Plant Breeding), Erdreich (Soil Science), Agrochemie, Insektenkunde (Entomologie, in deren Rahmen u. a. das unten genannte SIT-Programm erforscht wird), sowie veterinärmedizinische Anwendungen. Andere Abteilungen befassen sich mit Kernphysik, Dosimetrie, Chemie, instrumentaler Technik, u. ä. Die „Safeguards-Laboratorien“ sind ebenfalls in Seibersdorf angesiedelt. Die Laboratorien beschäftigen mehr als 130 Wissenschaftler, Techniker, und weiteres Personal.
Zusammen mit der FAO betreibt die IAEO unter anderem ein Forschungsprogramm, das sich mit der Sterile Insect Technology (SIT) beschäftigt. Dabei werden männliche Insekten radioaktiv bestrahlt und auf diese Weise sterilisiert. Danach werden sie in freier Wildbahn ausgesetzt und können ihren sterilen Samen an Weibchen weitergeben. Die weiblichen Insekten vermeiden daraufhin Kontakt mit Männchen oder sie legen Eier, aus denen sich keine oder nur minderwertige Larven entwickeln. Langfristig sollen so Krankheiten wie Malaria oder die Schlafkrankheit ausgerottet werden.
Die IAEA betreibt Krebsheilungscenter in verschiedenen Ländern, z. B. in Nigeria (350.000 neue Fälle pro Jahr, Papilloma-Virus).

### Publikationsarbeit
Die Kernenergieabteilung der IAEO veröffentlicht wöchentlich den IAEA Nuclear Energy E-Newsletter. Er kann kostenlos abonniert werden und informiert über wichtige Aktivitäten und bevorstehende Veranstaltungen der Abteilung sowie über neu veröffentlichte Berichte, Publikationen und andere Ressourcen.
Des Weiteren ist die IAEO Herausgeber zahlreicher Fachpublikationen zu dem Thema Kernenergie. Seit 1970 stellt die IAEA auch das International Nuclear Information System (INIS) bereit, das weltweit führende Informationssystem mit Dokumentennachweisen und Dokumenten zur friedlichen Nutzung und Anwendung der Kernphysik und Kerntechnik. Letztere Fachgebiete werden durch zahlreiche Datenbanken und Datensätze im Rahmen des Nuclear Data Services (NDS) der Nuclear Data Section unterstützt.

## Auszeichnungen und Preise
Die IAEO wurde für ihre Arbeit mit einer Reihe von internationalen Friedenspreisen ausgezeichnet.
- 2003: Peace Pole, Friedenspreis der Goi Peace Foundation, Japan
- 2003: Science & Peace Gold Medal der Albert Schweitzer International University, Spanien
- 2004: Berliner-Friedensuhr-Preis des Berliner Komitees für UNESCO-Arbeit
- 2005: Friedensnobelpreis

## Kritik

### Tschernobyl
Die IAEO hat vor der Nuklearkatastrophe von Tschernobyl auch diesen RBMK-Reaktortyp erwähnt. In einer auf ihrer Website abrufbaren Publikation (IAEO Bulletin, Vol. 22, No. 2) spricht sie vom „ökonomisch vollumfänglich gerechtfertigten Bau“ dieses Reaktortyps und davon, dass mit recht geringem Aufwand (durch Erhöhung der Leistungsdichte im Kern) eine Leistungssteigerung von 1000 MW el. auf 1500 MW el. erzielbar sei.
Am 1. Juli 2009 kritisierte die IPPNW, eine internationale atomkritische Ärzteorganisation, das seit 50 Jahren bestehende Abkommen der IAEO mit der Weltgesundheitsorganisation (WHO). In diesem Abkommen übernimmt die IAEO die Hauptverantwortung für alle atomaren Forschungsprojekte. Dadurch behindere sie die WHO bei der Berichterstattung über Gesundheitsrisiken von Strahlung. Gesundheitsfolgen von Tschernobyl, Thema bei zwei größeren UN-Konferenzen, 1995 in Genf und 2001 in Kiew, seien der Öffentlichkeit nicht zugänglich gemacht worden.

### Fukushima
Nach der Reaktorkatastrophe in Japan 2011 forderte die IPPNW am 22. März 2011 die Kündigung des Abkommens zwischen WHO und IAEO. Die WHO solle die Bevölkerung, insbesondere die japanische, ungeschönt und objektiv über die gesundheitlichen Risiken informieren und sich für die Evakuierung von Frauen, Kindern und schwangeren Frauen aus den betroffenen Gebieten einsetzen.
Die in Fukushima durchgeführten Strahlungsmessungen der IAEO stießen aufgrund ihrer undurchsichtigen Darstellung auf Kritik.
Während der Konferenz der IAEO in Wien im Juni 2011 wurde keinerlei grundsätzliche Kritik an der Nutzung der Kernenergie geäußert. Im Gegenteil sprachen sich die Delegierten für eine Fortführung des Status quo oder einen Neubau von Kernkraftwerken aus. Der Atomausstieg in Deutschland stieß auf Unverständnis, verbunden mit der Befürchtung, dieser könne zu einem Stopp der Kernenergie in weiteren Staaten führen. Yukiya Amano, Generaldirektor der IAEO, propagierte im Juni 2011 bei einem Besuch in Japan eine Zunahme der weltweiten Atomstromproduktion.

### Kritik am Friedensnobelpreises
Die Vergabe des Friedensnobelpreises im Jahre 2005 an die IAEO wurde durch die internationale atomkritische Ärzteorganisation IPPNW sowie durch Greenpeace und den BUND mit dem Argument kritisiert, die Ziele der IAEO, Ausbau und Weiterverbreitung der Kernenergie, seien nicht mit dem Friedensnobelpreis vereinbar.